# Herøya
Pour l’article homonyme, voir Herøya (île).

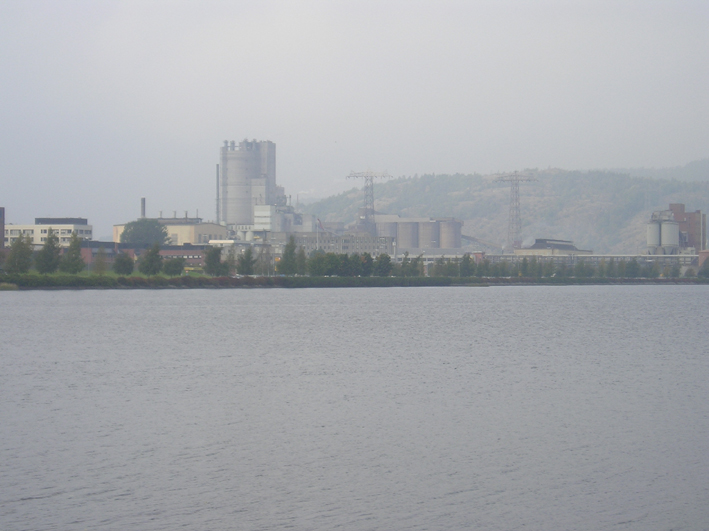
Parc industriel de Norsk Hydro à Herøya

Herøya est une péninsule sur la commune de Porsgrunn, en Norvège. Elle est située entre les fjords de Frierfjord à l'ouest et à l'est Gunneklevfjord, à l'embouchure de Telemarksvassdraget. Le nom vient du mot « lièvre » (Her) en raison du grand nombre de ceux-ci, que l'on dit avoir habité l'île précédemment.
La péninsule dispose d'un grand parc industriel qui a été fondé en 1928 et abrite les principales installations de Norsk Hydro, Yara, et REC (filiale de ScanWafer). La région est desservie par la ligne de chemin de fer Bratsbergbanen. 2 700 personnes travaillent sur la péninsule de 1,5 km² qui compte environ 30 entreprises, dont la plupart sont des filiales de Norsk Hydro, dont le parc de recherche d'Hydro avec 350 employés. Une zone peuplée au sud même de la péninsule, qui a été constituée initialement de logements pour les employés d’Hydro, est également considérée comme faisant partie de Herøya, comme banlieue de la ville de Porsgrunn.
Herøya dispose également d'un club de football local, participant à la 5e division norvégienne. Le stade du club, le Herøya Stadion, a une capacité de 2 000 places.

## Histoire
À l'origine, l’île était consacrée à l'agriculture. En 1928, Norsk Hydro décida d'y implanter une nouvelle usine d'engrais, Hydro Porsgrunn, et en seulement 16 mois cette usine et un port pour expédier le salpêtre norvégien (nitrate de calcium) furent construits. Durant ces constructions, le détroit étroit entre l'île et le continent fut quasiment comblé, transformant ainsi l'île en péninsule. La raison pour laquelle Hydro voulait s'établir dans la région de Grenland était la proximité de calcaire, un des composants nécessaires à l’engrais, le nitrate de calcium. Norsk Hydro avait dû précédemment construire ses usines d'engrais à Notodden (en 1907) et Rjukan (en 1909) parce que la technologie de l'époque ne permettait pas le transport efficace de l'électricité sur de longues distances des centrales au lieu d’utilisation. Mais dans les années 1920, la technologie avait évolué et il était devenu possible de localiser les usines à proximité des ressources naturelles au lieu de les construire près des centrales hydroélectriques, qui se trouvaient dans les montagnes du Nord du Telemark.
Un autre point important fut la création d'un port pour l'exportation d'engrais en provenance des usines de Norsk Hydro de Telemark. Le canal du Telemark avait été utilisé pour le transport depuis Notodden depuis le début des opérations là-bas, tandis qu’un chemin de fer, le Rjukanbanen, avait été construit de l'usine de Rjukan à Notodden. En 1916, ce chemin de fer fut étendu de Bratsbergbanen à Skien, puis jusqu’à Herøya, remplacent le canal à son ouverture. Depuis lors, d'autres usines ont été ouvertes à Herøya, dont une usine de production de PVC (en 1951).
Après l'occupation de la Norvège par l'Allemagne nazie en avril 1940, la force d'occupation allemande avait des plans pour construire des usines d'aluminium et de magnésium à Herøya. La construction de l'usine par Norsk Hydro en partenariat avec le Nordische Aluminium Aktiengesellschaft (Nordag) (sous la direction de la Luftwaffe), prit fin le 24 juillet 1943, quand un bombardement par des forteresses volantes B-17 détruisit complètement les installations ainsi que les environs, tuant 55 personnes, dont des civils. Plus tard, dans les années 1950, Hydro reprendra ces plans et construira une usine de magnésium, qui fut reconstruite en 2002 comme un centre de recyclage des métaux.

## Après la Seconde Guerre mondiale
Dans le livre de souvenirs UT. Fra en oppvekst i forrige århundre par l'historien Harald Berntsen, des descriptions sont données de la vie à Herøya, à partir du moment où sa famille y déménagea en 1951 (du centre-ville Porsgrunn), juste avant qu'il ne commence l'école, et jusqu'en 1960. Le livre explique, entre autres, la façon dont les différentes zones résidentielles dans Herøya étaient liés au statut et à la hiérarchie dans la communauté Hydro. La famille de Berntsen vécut dans un appartement sur Torggata, sur la péninsule même, à l'ouest du Gunneklevfjord, dans une maison récemment construite sur quatre niveaux qui avait été donnée au père par Hydro.

## Torggata
« Des deux côtés de Torggata en montant sur la droite, se trouvent des maisons, propriétés principales qui se suivent, avec des jardins bien entretenus clôturés avec des clôtures de grillage et des portes... En face de la résidence et en descendant sur la gauche, Torggata a récemment été surélevé et engravillonné, mais pas encore asphalté. De l'autre côté de la rue, les Allemands ont laissé une longue baraque de deux étages... Des deux côtés de Torggata en descendant sur la gauche, les chantiers ouverts interminables  avec de l'herbe et des mauvaises herbes, des chardons et des orties. Les chantiers se terminent dans une zone fertile de hauts joncs, se balançant au vent, en face du Gunneklevfjord, scintillant dans le soleil dans toutes les teintes de la pollution. Sur le côté gauche du fjord, la tour des bâtiments de l'usine Hydro trône fièrement, en particulier la plus haute tour ronde qui, jour et nuit, crache une épaisse fumée jaune qui donne toujours la force et la direction du vent. (Berntsen, p.72) » Le bâtiment décrit ici devrait bientôt être démoli pour faire place à une maison de la communauté.
Jusqu'à Torggata, vers la droite et dans la forêt, on pourrait arriver par la plage de Frierfjord où les bateaux attendent à l'extérieur d’Hydro, « et où l'on pourrait dessiner les contours de Herre et l'usine de cellulose à partir de l’odeur de pet dégagé par la Herre ». (Berntsen, p.77)
Les travailleurs vivent, entre autres endroits, sur le côté est de Kirkehaugen dans des maisons leur appartenant. Les « ingénieurs vivaient dans la "ville des ingénieurs", constituée de villas avec jardins spacieux, situées face au toujours idyllique Frierfjord, au plus près des usines, quand l'usine Hydro Herøya émergea à partir de 1928. Ils occuperaient également la ligne de plus élégante  maisons individuelles d'Hydro pour les ingénieurs à Bakkedammen et, dans quelques cas, de grandes villas d’ouvriers à Adriansåsen, la colline dominant Herøya. Ou encore à Hefalia, qui se trouvait de l'autre côté des usines, entre Herøya et Porsgrunn ».

## Sources
- (no) Harald Berntsen, UT. Fra en oppvekst i forrige århundre, Oslo, Aschehoug (1re éd. 2001) (ISBN 82-03-18464-2)

- (en) Cet article est partiellement ou en totalité issu de l’article de Wikipédia en anglais intitulé « Herøya » (voir la liste des auteurs).